# Octopus macropus
Octopus macropus är en bläckfiskart som beskrevs av Risso 1826. Octopus macropus ingår i släktet Octopus och familjen Octopodidae. Inga underarter finns listade i Catalogue of Life.